# Hendrik Tennekes
Hendrik (Henk) Tennekes (Kampen, 13 de dezembro de 1936) foi o diretor de pesquisas no Instituto Meteorológico Real Neerlandês (Koninklijk Nederlands Meteorologisch Instituut, ou KNMI),e foi um professor de engenharia aeronáutica na Universidade Estadual da Pensilvânia. É conhecido por seus trabalhos no campo da turbulência e previsão multi-modal. É autor dos livros-texto The Simple Science of Flight (A Ciência Simples do Voo) e A First Course in Turbulence (Um Primeiro Curso de Turbulência) com John L. Lumley. O livro "A First Course in Turbulence", é um clássico que registra mais de 2.000 citações no Google Scholar. É um cético do aquecimento global  já tendo colaborado com o Painel Não Governamental Internacional sobre Mudanças Climáticas.

## Livros
- The Simple Science of Flight, MIT Press, 1997. ISBN 0-262-70065-4
- The Simple Science of Flight. From Insects to Jumbo Jets. Revised and Expanded Edition, 2009. MIT Press. Paperback ISBN 978-0262513135
- A First Course in Turbulence, with John L. Lumley, MIT Press, 1972. ISBN 0-262-20019-8